# Conor Bradley
Conor Bradley, né le 9 juillet 2003 à Castlederg, est un footballeur international nord-irlandais qui évolue au poste d'arrière droit avec le Liverpool FC.

## Carrière en club
Bradley a commencé sa carrière de jeunesse avec le club de sa ville natale, le St. Patrick's F.C., à l'âge de neuf ans et a également commencé à s'entraîner au centre de développement en Irlande du Nord du club anglais Liverpool, au même âge,. Il a ensuite joué pour les jeunes de Dungannon United et les Dungannon Swifts, avant de partir en Angleterre pour rejoindre l'académie des jeunes de Liverpool à temps plein en 2019 dans le cadre d'un programme de bourse de deux ans. Cependant, après un an au club, il a signé son premier contrat professionnel avec Liverpool, d'une durée de trois ans jusqu'en 2023,.
Il a fait ses débuts pour l'équipe première de Liverpool lors d'un match amical de pré-saison contre VfB Stuttgart en juillet 2021, jouant toute la durée d'un mini-match de 30 minutes. Il est également apparu en tant que remplaçant à la 80e minute lors du dernier match amical de pré-saison de l'équipe contre CA Osasuna le 9 août. Il a fait sa première apparition professionnelle pour Liverpool lors d'un match de la Coupe de la Ligue EFL contre Norwich City en septembre 2021, devenant le premier joueur nord-irlandais à figurer dans un match compétitif pour Liverpool depuis Sammy Smyth en 1954.
Le 21 juin 2022, Bradley a signé pour le club de League One Bolton Wanderers pour un prêt d'une saison et a fait ses débuts le 30 juillet lors d'un match nul 1-1 contre Ipswich Town. Il a marqué son premier but lors de la victoire 5-1 du club en Coupe EFL contre Salford City le 9 août. Une semaine plus tard, il a marqué son premier but en championnat, le seul du match dans une victoire 1-0 contre Morecambe Le 2 avril, il a débuté dans la finale de la Trophy EFL 2023 que Bolton a remportée 4-0 contre Plymouth Argyle. Le 29 avril, il a débuté dans une victoire 2-0 contre Fleetwood Town qui a vu Bolton atteindre les play-offs de League One 2023. Le même jour, il a été élu Joueur de l'année des Bolton Wanderers pour la saison 2022–23, tout en recevant également les prix du Joueur des Joueurs et du Jeune Joueur de l'année, ce dernier qu'il partageait avec James Trafford,.
Le 21 janvier 2024, Bradley a fait ses débuts complets en Premier League lors d'une victoire 4-0 contre Bournemouth, débutant le match et enregistrant une passe décisive pour le deuxième but de Diogo Jota. Le 31 janvier, il a marqué son premier but pour Liverpool lors d'une victoire 4-1 contre Chelsea. Il a également enregistré deux passes décisives, ce qui lui a valu le titre d'Homme du Match pour la deuxième fois en trois jours.
Le 25 février 2024, Bradley a débuté pour Liverpool au poste d'arrière droit dans la finale de la Coupe EFL contre Chelsea, avant d'être remplacé à la 72e minute. Liverpool a remporté le match 1-0 après prolongation, offrant à Bradley son premier trophée avec le club.

## Carrière internationale
Bradley a joué pour l'équipe nationale des moins de 16 ans de l'Irlande du Nord en 2018,,, et a été le capitaine de l'équipe qui a remporté le Victory Shield,. L'année suivante, il a joué pour l'équipe des moins de 17 ans de l'Irlande du Nord, notamment lors des qualifications pour le Championnat d'Europe des moins de 17 ans de l'UEFA 2019.
En mai 2021, Bradley a été appelé en équipe nationale senior pour des matchs amicaux contre Malte et l'Ukraine. Il a fait ses débuts internationaux le 30 mai contre Malte, entrant en jeu à la 85e minute en remplacement de Stuart Dallas. Le match à Klagenfurt s'est soldé par une victoire 3-0 pour l'Irlande du Nord.

## Statistiques
| Saison                | Club                    | Championnat           | Championnat | Championnat | Championnat | Coupe nationale | Coupe nationale | Coupe nationale | Coupe de la Ligue | Coupe de la Ligue | Coupe de la Ligue | Compétition(s) continentale(s) | Compétition(s) continentale(s) | Compétition(s) continentale(s) | Compétition(s) continentale(s) | Irlande du Nord | Irlande du Nord | Irlande du Nord | Total | Total | Total |
| Saison                | Club                    | Division              | M.          | B.          | P.d.        | M.              | B.              | P.d.            | M.                | B.                | P.d.              | Comp.                          | M.                             | B.                             | P.d.                           | M.              | B.              | P.d.            | M.    | B.    | P.d.  |
| 2020-2021             | Liverpool FC            | Premier League        | -           | -           | -           | -               | -               | -               | -                 | -                 | -                 | C1                             | -                              | -                              | -                              | 1               | 0               | 0               | 1     | 0     | 0     |
| 2021-2022             | Liverpool FC            | Premier League        | -           | -           | -           | 1               | 0               | 1               | 3                 | 0                 | 0                 | C1                             | 1                              | 0                              | 0                              | 7               | 0               | 0               | 12    | 0     | 1     |
| 2023-2024             | Liverpool FC            | Premier League        | 12          | 1           | 3           | 4               | 0               | 3               | 5                 | 0                 | 0                 | C3                             | 4                              | 0                              | 0                              | 6               | 2               | 0               | 31    | 3     | 6     |
| 2024-2025             | Liverpool FC            | Premier League        | 19          | 0           | 2           | 1               | 0               | 0               | 4                 | 0                 | 1                 | C1                             | 5                              | 0                              | 1                              | 6               | 1               | 0               | 35    | 1     | 4     |
| Sous-total            | Sous-total              | Sous-total            | 31          | 1           | 5           | 6               | 0               | 3               | 12                | 0                 | 1                 | -                              | 10                             | 0                              | 1                              | 20              | 3               | 0               | 79    | 4     | 10    |
| 2022-2023             | Bolton Wanderers (prêt) | League One            | 41          | 5           | 5           | 1               | 0               | 0               | 3                 | 1                 | 0                 | -                              | -                              | -                              | -                              | 5               | 0               | 0               | 50    | 6     | 5     |
| Sous-total            | Sous-total              | Sous-total            | 41          | 5           | 5           | 1               | 0               | 0               | 3                 | 1                 | 0                 | -                              | 0                              | 0                              | 0                              | 5               | 0               | 0               | 50    | 6     | 5     |
| Total sur la carrière | Total sur la carrière   | Total sur la carrière | 72          | 6           | 10          | 7               | 0               | 4               | 15                | 1                 | 1                 | -                              | 10                             | 0                              | 1                              | 25              | 5               | 0               | 129   | 12    | 16    |

## Palmarès

### En club
| Liverpool FC (4) | Bolton Wanderers (1)                                                                              |
| --- | ------------------------------------------------------------------------------------------------- |
| - Coupe de la Ligue anglaise (2) - Vainqueur : 2022 et 2024 - Coupe d'Angleterre (1) - Vainqueur : 2022 - Championnat d'Angleterre (1) - Champion : 2025 | - EFL Trophy : - Vainqueur : 2023 - Individuellement : - 53 matchs, 7 buts et 6 passes décisives. |

## Distinctions individuelles
Liverpool FC (2 distinctions individuelles) :
- Élu meilleur joueur du mois de Premier League par le PFA (1) :
  - en Janvier 2024
- Élu meilleur joueur du mois de Liverpool (1) :
  - en Janvier 2024

 Bolton Wanderers (3 distinctions individuelles) :
- Élu meilleur joueur de la saison 2022-2023.
- Élu meilleur joueur de la saison 2022-2023 par les joueurs.
- Élu meilleur jeune joueur de la saison 2022-2023.